# هوفغايزمار
هوفغايزمار (بالألمانية: Hofgeismar) هي بلدة، مدينة و بلدة ألمانية تقع في ألمانيا في كاسل. يقدر عدد سكانها بـ 17,084 نسمة .

## المدن التوأمة
مدينة باد بلنكنبورغ هي مدينة توأمة لـهوفغايزمار.

## أعلام
- إيدا فون ناغل
- يوهان كريستوف شلايشر
- فولفغانغ كولر